# Pristimantis latericius
Pristimantis latericius es una especie de anfibio anuro de la familia Craugastoridae.

## Distribución geográfica
Esta especie es endémica de la provincia de Morona-Santiago en Ecuador. Habita a unos 2750 m sobre el nivel del mar en el parque nacional Sangay.

## Descripción
Los 6 especímenes de machos adultos observados en la descripción original miden entre 22 y 25 mm de longitud estándar.

## Etimología
El nombre específico latericius proviene del latín latericius, que significa el ladrillo, con referencia a la coloración dorsal de esta especie.

## Publicación original
- Batallas & Brito, 2014: Nueva especie de rana del género Pristimantis del grupo lacrimosus (Amphibia: Craugastoridae) del Parque Nacional Sangay, Ecuador. Papéis Avulsos de Zoología, São Paulo, vol. 54, p. 51–62[2]